# Cövdət Hacıyev
Əhməd-Cövdət İsmayıl oğlu Hacıyev, Achmed Dżewdet Ismaił ogły Hadżijew (ur. 5 czerwca?/18 czerwca 1917 w Szeki, zm. 18 stycznia 2002 w Baku) – azerski kompozytor.

## Życiorys
W latach 1936–1938 studiował w konserwatorium w Baku u Leopolda Rudolfa i Üzeyira Hacıbəyova, następnie od 1938 do 1941 roku kształcił się w Konserwatorium Moskiewskim u Anatolija Aleksandrowa, Siergieja Wasilenki i Dmitrija Szostakowicza; dyplom uzyskał w 1947 roku. W latach 1947–1948 był kierownikiem artystycznym filharmonii w Baku. Od 1947 roku był wykładowcą konserwatorium w Baku, od 1963 roku jako profesor kompozycji, w latach 1957–1969 pełnił ponadto funkcję rektora tej uczelni. 
Dwukrotny laureat Nagrody Stalinowskiej: za operę Weten (1946) i poemat symfoniczny Za mir (1952). W 1960 roku otrzymał tytuł Ludowego Artysty Azerbejdżańskiej SRR.
W swoich kompozycjach czerpał z azerskiego folkloru ludowego, nawiązywał też do tematyki narodowej i rewolucyjnej. W swoich symfoniach, utrzymanych w patetyczno-epickim klimacie, stosował tradycyjne środki kompozytorskie.

## Wybrane kompozycje
(na podstawie materiałów źródłowych)

### Utwory orkiestrowe
- 5 symfonii (I 1944, II 1946, III 1947, IV „Pamiati Lenina” 1955 zrewid. 1956, V 1971)
- poemat symfoniczny Azerbejdżan (1936)
- Sinfonietta (1938)
- Suita azerbejdżańska (1939)
- poemat symfoniczny Za mir (1951)

### Utwory kameralne
- Fuga (1940)
- Kwartet smyczkowy (1941)
- Poema na kwarter smyczkowy (1961)

### Utwory fortepianowe
- 24 preludia (1937)
- Ballada (1952)
- Sonata (1956)
- Scherzo (1957)

### Opera
- Weten, wspólnie z Qara Qarayevem (wyst. Baku 1945)